# Шпихернштрассе (станция метро, линия U3)
«Шпихернштрассе» (нем. Spichernstraße) — станция Берлинского метрополитена. Расположена на линии U3, между станциями «Аугсбургер Штрассе» (нем. Augsburger Straße) и «Хоэнцоллернплац» (нем. Hohenzollernplatz). Станция расположена на пересечении улиц Шпихернштрассе и Бундесаллее (нем. Bundesallee); имеет пересадку на одноимённую станцию линии U9.

## История
Станция открыта 2 июня 1959 года на действующем участке линии U3 взамен закрытой в этот же день станции «Нюрнбергер Плац» (нем. Nürnberger Platz). Необходимость «перемещения» станции была обусловлена строительством пересадки на новую линию U9. Станция сооружалась на действующем участке линии без остановки движения.

## Архитектура и оформление
Станция мелкого заложения с двумя береговыми платформами. Стены на платформах облицованы голубым кафелем, между путями расположен ряд стальных колонн. В южном конце станции платформы расширяются, там находится переход на линию U9. Платформы соединены друг с другом переходом, проходящим под путями.